# Brughiere dell'Alpe di Poti
Brughiere dell'Alpe di Poti este o arie protejată (arie specială de conservare — SAC, sit de importanță comunitară — SCI, arie de protecție specială avifaunistică — SPA) din Italia întinsă pe o suprafață de 1.143 ha, integral pe uscat.

## Localizare
Centrul sitului Brughiere dell'Alpe di Poti este situat la coordonatele 43°28′22″N 11°59′04″E / 43.472778°N 11.984444°E.

## Înființare
Situl Brughiere dell'Alpe di Poti a fost declarat sit de importanță comunitară în iunie 1995 pentru a proteja 13 specii de animale. Alte tipuri de protecție:
- arie de protecție specială avifaunistică (în februarie 2004)[2]
- arie specială de conservare (în mai 2016)[1][3][4]

## Biodiversitate
Situată în ecoregiunea continentală, aria protejată conține 7 habitate naturale: Pajiști carstice calcaroase sau bazofile, de Alysso-Sedion albi, Formațiuni de Juniperus communis pe lande sau pajiști calcaroase, Păduri panonice-balcanice de stejar turcesc - stejar sesil, Pajiști uscate seminaturale și facies de acoperire cu tufișuri pe substraturi calcaroase (Festuco-Brometalia) (* situri importante pentru orhidee), Păduri de stejar alb estice, Pajiști uscate europene, Păduri de Castanea sativa.
La baza desemnării sitului se află mai multe specii protejate:
- păsări (11): fâsă-de-câmp (Anthus campestris), caprimulg (Caprimulgus europaeus), șerpar (Circaetus gallicus), erete cenușiu (Circus pygargus), șoimul rândunelelor (Falco subbuteo), vânturel roșu (Falco tinnunculus), sfrâncioc roșiatic (Lanius collurio), ciocârlie de pădure (Lullula arborea), viespar (Pernis apivorus), codroșul de pădure (Phoenicurus phoenicurus), silvie de tufiș (Sylvia undata)
- mamifere (1): lupul (Canis lupus)
- nevertebrate (1): fluturele de noapte (Eriogaster catax)

Pe lângă speciile protejate, pe teritoriul sitului au mai fost identificate 2 specii de păsări, 2 specii de mamifere, 1 specie de nevertebrate, 2 specii de reptile.